# 2016年7月臺灣
| << | 2016年7月 （民國105年） | >> |    |    |    |    |
| \| 日 \| 一 \| 二 \| 三 \| 四 \| 五 \| 六 \| \| \| \| \| \| \| 1 \| 2 \| \| 3 \| 4 \| 5 \| 6 \| 7 \| 8 \| 9 \| \| 10 \| 11 \| 12 \| 13 \| 14 \| 15 \| 16 \| \| 17 \| 18 \| 19 \| 20 \| 21 \| 22 \| 23 \| \| 24 \| 25 \| 26 \| 27 \| 28 \| 29 \| 30 \| \| 31 \| \| \| \| \| \| \| |                         |    |    |    |    |    |
| 臺灣新聞動態／維基新聞 |                         |    |    |    |    |    |
| 世界／中国大陆／臺灣 |                         |    |    |    |    |    |
| 日 | 一                      | 二 | 三 | 四 | 五 | 六 |
| |                         |    |    |    | 1  | 2  |
| 3 | 4                       | 5  | 6  | 7  | 8  | 9  |
| 10 | 11                      | 12 | 13 | 14 | 15 | 16 |
| 17 | 18                      | 19 | 20 | 21 | 22 | 23 |
| 24 | 25                      | 26 | 27 | 28 | 29 | 30 |
| 31 |                         |    |    |    |    |    |

## 7月1日
- 海軍金江號巡邏艦上午執行系統檢測時誤射雄風三型反艦飛彈，擊中澎湖外海一漁船，造成1人死亡、3人受傷。[1][2][3][4]

## 7月2日
- 第一屆東亞迫遷法庭於臺北市華光社區舊址正式展開，由反迫遷連線代表臺灣承辦，反迫遷連線成員陳虹穎擔任主持人，集結日本、南韓、香港、泰國、馬來西亞、菲律賓與臺灣的反迫遷案例[5]。第一屆東亞迫遷法庭系列活動首先在本日於華光社區舊址舉辦法庭審理，本月3日於蔡瑞月舞蹈研究社舉辦圓桌論壇，最後本月4日「全國反迫遷誓師大會」將遊行至總統府前[6]。

## 7月4日
- 東亞迫遷法庭籌備委員會邀集7個國家或地區的反迫遷團體發起遊行，於臺北市凱達格蘭大道集合，提出東亞迫遷法庭審理結論意見與給總統蔡英文的公開信，要求蔡英文政府停止迫遷。總統府以「公務繁忙」為由拒絕接見東亞迫遷法庭團體代表，東亞迫遷法庭審判團對此表示遺憾[7]。

## 7月5日
- 女子網球運動員謝淑薇首次與教育部體育署進行協商，針對2016年夏季奧林匹克運動會網球比賽奧運教練證開會協商。[8][9]

## 7月7日
- 臺灣鐵路管理局松山車站發生列車爆炸事件，造成25人輕重傷。

## 7月9日
- 發生第一銀行盜領案。

## 7月11日
- 第一銀行共20間分行計34臺自動櫃員機（ATM），傳遭植入惡意程式盜領新臺幣8,327萬元。共有嫌犯16人、關係人1人可能涉案，其中部分已離境。[10][11][12]
- 總統蔡英文提名公務員懲戒委員會委員長謝文定、司法院秘書長林錦芳擔任司法院大法官並兼任司法院正、副院長。[13][14][15][16]

## 7月12日
- 第五十屆夏季國際少年運動會於新北市新莊體育館開幕，是繼2002年後中華民國第二次舉辦國際少年運動會，本次共有83個城市參與[17]。

## 7月15日
- 最高法院檢察署檢察總長顏大和以「判決不符證據法則」等數項理由，向最高法院就邱和順案提起非常上訴。[18][19][20][21]
- 中國大陸電影導演赵薇执导的新片《没有别的爱》宣布撤换男主角。声明称当初起用戴立忍，未做政治背景深入调查，后遭网友谴责，赵薇和全部投资方还表示“坚决维护祖国统一”[22]。此前，戴立忍發聲明表示他從來不是台獨份子，且從小就被教導當個正正當當的中國人。[23][24]
- 第五十屆夏季國際少年運動會於新北市立平溪國民中學閉幕，地主隊新北市奪得45面獎牌（15面金牌、12面銀牌、18面銅牌）獲得第一[25]。
- 桃園市龜山區員林坑路台灣民政府中央會館大門遭人縱火，前台北市議員李承龍等四人涉嫌潑汽油與扔汽油彈縱火、持榔頭敲毀大門大理石招牌，被警方逮捕[26]；警方將全案移送桃園地檢署時，李承龍表示，扔汽油彈是言論自由的表現，唯有剷除違法犯紀組織才能讓台灣民主政治步入正軌[27]
- 德星建材股份有限公司掰掰

## 7月17日
- 警方於宜蘭、臺北二處逮捕第一銀行盜領案嫌犯安卓斯（Peregudovs Andrejs）、潘可夫（Niklae Penkov）及米海爾（Colibaba Mihail）三人，同時於臺北起出新臺幣6,024萬元遭盜鈔券。[28]
- 民主進步黨於台北國際會議中心召開第17屆第1次全國黨員代表大會，2016工鬥連線到場抗議民進黨將於立法院臨時會中強砍勞工7天國定假日，最後民進黨無人出面接受陳情[29]。
- 民主進步黨美西黨部主任委員楊琬柔在第17屆第1次全國黨員代表大會中臨時提案，將中華航空正名為「Taiwan Airlines」。兼任民主進步黨主席的中華民國總統蔡英文全都裁示，交付中央執行委員會研議[30][31][32]。

## 7月19日
- 國道二號西向4公里處在12時57分發生遊覽車事故，全車26人（包含來自中國遼寧的「陸客團」）全數罹難。[33]

## 7月20日
- 因受到網球選手謝淑薇奧運教練問題事件的影響，謝淑薇在7月20日表示於Facebook專頁上表示退出2016年夏季奧林匹克運動會網球女子雙打比賽，同隊臺灣網球選手莊佳容失去參賽資格，而使得盧彥勳失去主教練證。[34][35][36][37][38]
- 第一銀行ATM遭盜領NTD.$:8,327萬元案，本日早上，警方於臺北市內湖區山區垃圾堆裡再次起出被盜領之剩餘款項，此批款項是否符合被盜餘款，警方後續將再清點確認。而於晚間20時，民眾柯姓父子將一包黑色塑袋呈交臺北市政府警察局西湖派出所，通報於嫌犯指認處對面停車場裡撿到。警方初估約454萬1,200元左右。晚間警方全數清點後，確認當日所撿拾的袋中僅僅只有1,263萬元，尚有1,040萬元的餘款缺口尚待彌補。[39][40][41]
- 私校改革行動聯盟遊行到民主進步黨中央黨部所在的華山商務大樓前，抗議民進黨版《私立學校法部分條文修正草案》。不願具名的華山商務大樓管理委員會總幹事舉著貼有管委會會議紀錄的牌子，全程擋在發言學生的前方。參與陳情的團體代表質疑，民進黨透過管委會決議，禁止民眾在中央黨部前集會抗議[42]。現場警員私下透露，華山商務大樓管委會上週開會，因民進黨中央黨部時常招來陳情抗議，屋主與承租商不堪其擾才出此下策[43]。民進黨社會運動部組長李世明出面接受學生陳情，但表示只是接受陳情書、無法作出任何回應，引起抗議群眾不滿[44]。